# ナジュド及びヒジャーズ王国

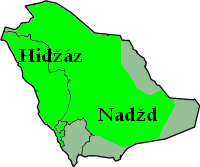
ナジュドとヒジャーズの地図

ナジュド及びヒジャーズ王国
مملكة الحجاز ونجد

ナジュド及びヒジャーズ王国（ナジュドおよびヒジャーズおうこく、アラビア語：مملكة الحجاز ونجد）は、アラビア半島に存在した国家である。

## 概要
別々の国家であったナジュド・スルタン国が1926年にヒジャーズ王国を征服して以降、ナジュド・スルタン国のスルターンであったアブドゥルアズィーズ・イブン＝サウードがヒジャーズ王を兼ねていたが、1931年に連合王国となる。翌年、連合体制をやめ、サウジアラビア王国となる。